# Narsingi
Narsingi è una suddivisione dell'India, classificata come census town, di 6.182 abitanti, situata nel distretto di Rangareddy, nello stato federato del Telangana. In base al numero di abitanti la città rientra nella classe V (da 5.000 a 9.999 persone).

## Geografia fisica
La città è situata a 18° 1' 60 N e 78° 25' 60 E e ha un'altitudine di 528 m s.l.m..

## Società

### Evoluzione demografica
Al censimento del 2001 la popolazione di Narsingi assommava a 6.182 persone, delle quali 3.241 maschi e 2.941 femmine. I bambini di età inferiore o uguale ai sei anni assommavano a 894, dei quali 467 maschi e 427 femmine. Infine, coloro che erano in grado di saper almeno leggere e scrivere erano 3.620, dei quali 1.940 maschi e 1.680 femmine.